# حميد فاخر
حميد فاخر لاعب كرة قدم إماراتي.

## انجازات اللاعب
بطولة الدوري العام: حقق مع الفريق الأول لكرة القدم بنادي العين 5 بطولات دوري عام في مواسم 1997/1998، 1999/2000، 2001/2002، 2002/2003، 2003/2004
بطولة كأس صاحب السمو رئيس الدولة: حقق مع الفريق الأول بنادي العين بطولة كأس صاحب السمو رئيس الدولة 5 مرت في مواسم 1998/1999، 2000/2001، 2004/2005، 2005/2006، 2008/2009
بطولة الأندية الخليجية أبطال الدوري: حقق مع فريق العين بطولة كأس أندية مجلس التعاون الخليجي أبطال الدوري عام 2001/2002 وكان من أفضل اللاعبين بهذه البطولة حيث برز فيها بمستوى ملفت للنظر ونال إعجاب الجميع.
كأس السوبر: حقق مع فريق العين بطولة كأس السوبر عام 2002/2003
كأس السوبر الأسيوية دوري أبطال آسيا : حقق مع فريق العين بطولة كأس السوبر عام 2003/2004
بطولة كأس الاتحاد: حقق مع فريق العين بطولة كأس الاتحاد عام 2004/2005
بطولة كأس الاتصالات 2008/2009 وانتقل إلى نادي بني ياس موسم 2009/2010

## وصلات خارجية
- حميد فاخر على موقع قاعدة بيانات كرة القدم.إي يو (الإنجليزية)
- حميد فاخر على موقع ناشيونال فوتبول تيمز (الإنجليزية)
- حميد فاخر على موقع عالم كرة القدم.نت (الإنجليزية)
- حميد فاخر على موقع كووورة

اللاعب حميد فاخر على موقع كووورة.
- شبكة زعيم الإمارات - صوت الأمة العيناوية على الإنترنت نسخة محفوظة 28 فبراير 2009 على موقع واي باك مشين.
- الموقع الرسمي لنادي العين
- صفحة النادي في موقع كورة